# Somebody Put Something in My Drink

Somebody Put Something in My Drink est une chanson des Ramones écrite par Richie, le nouveau batteur du groupe. Elle est basée sur un incident. La chanson fut reprise par divers groupes tels que Children of Bodom, The Meteors, Mortifer, Farben Lehre, Nosferatu, Les Vilains ou Acid Drinkers. Dans mon verre des Fatals Picards a été inspirée par cette chanson.